# ワディ・アル・ヒタン

ドルドン・アトロクス（Dorudon atrox、バシロサウルス科ドルドン亜科）の化石

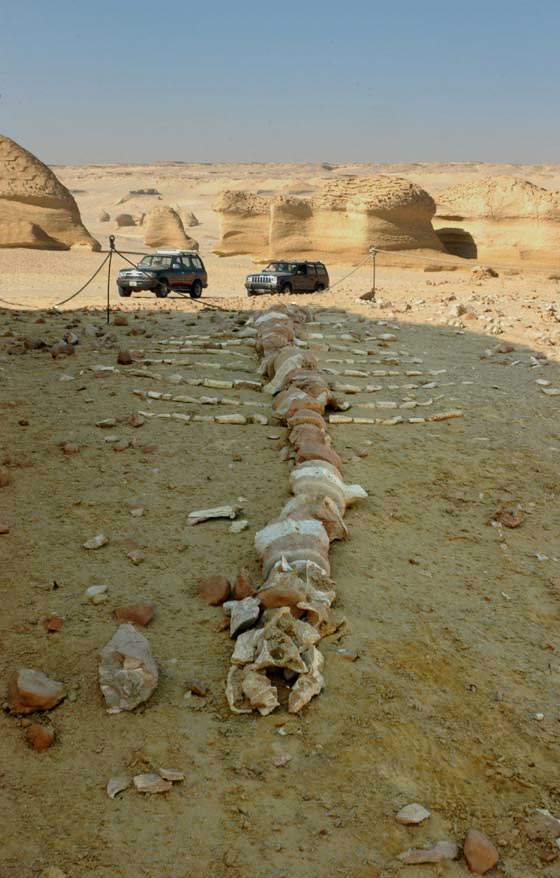
バシロサウルス類（バシロサウルス?）の化石

ワディ・アル・ヒタンまたはワディ・アル＝ヒタン（アラビア語: وادي الحيتان （wādī al-ḥītān）、英語: Wadi Al-Hitan）は、エジプトのファイユーム県にある新生代古第三紀の堆積層。英語で "Whales Valley"、日本語で「クジラの谷（クジラのたに）」「クジラ渓谷（クジラけいこく）」などと意訳され別称される当地は、その名のとおり、進化過程の早期にあたる古鯨類（バシロサウルス科）の化石が多数発掘され、古生物学や地質学において知られる。岩石と砂に覆われた地形から「砂漠」を付けて呼ばれることもある。
2005年7月に行われた第29回世界遺産委員会（開催地：南アフリカ共和国ダーバン）にて、ユネスコ世界遺産リストに自然遺産として登録された。

## 概要

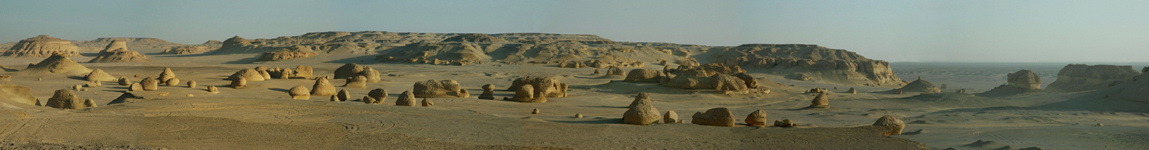
ワディ・アル・ヒタン

ワディ・アル・ヒタン

ワディ・アル・ヒタンはアディ・エル・ラヤン保護地区のファイユーム地方に属する。カイロの南南西150kmの、エジプトの西部砂漠地帯にある。
約4000万年前（始新世後期前半バートニアン）の当地域には、テティス海と呼ばれる浅海が広がっていた。その頃に堆積した砂岩、石灰岩、頁岩の地層が現在地表に表出している。この始新世バートニアンの地層は最も古いもので約4100万年前から約4000万年前にかけて形成されたと考えられている。この古い地層からは、その頃の古鯨類（バシロサウルス科）の化石を始め、原始的海牛類の化石、サメの歯、カメの化石なども発見されている。
中間の地層からもクジラの化石が発見されているが、最も新しい地層は約3900万年前に堆積し、この地層からは浅瀬に棲む動物の化石が多数発見されている。このことは、この時代に地殻隆起（カスル・エル・サガ層）が起き、テティス海が消失していったことを示している。さらに約3700万年前（同世後期後半プリアボニアン）には、マングローブの森が広がる海岸地帯であったと推定されている。
この地域で1902年から1903年にかけて最初に原始的なクジラの化石を発見したのは、イギリスの地質学者H・J・L・ベッドネルである。第二次世界大戦後、カリフォルニア大学やイェール大学などのアメリカ合衆国の研究チームが当地を調査。1989年に世界で初めて原始的クジラ類の後肢の化石を発見している。
3種類の始新世のクジラ（バシロサウルス科）がワディ・アル・ヒタンで発見されている。最大のバシロサウルス・イシス（学名：Basilosaurus isis）は推定全長21mを超え、鰭（ひれ）に進化しながらも5つの指をいまだ明確に残す前肢と後肢を具えていた。全体の姿は現生クジラ類（現鯨類）に比べて細長く、長大な体をヘビやウナギのようにくねらせて泳いでいたと推測されている（ただし、泳ぎ方はヘビやウナギのような左右の運動ではなく、クジラ類に共通の上下運動による）。
また、発見されたうちのドルドンという小型のクジラ種は、同時代の近縁種と比較する限りではイルカに似ていたと考えられている。このドルドンはバシロサウルスほど特殊化が進んでおらず、現生クジラ類につながる進化系統上の種、あるいはその近縁と見なされている。
このクジラ類を始めとした進化系譜と始新世の海洋環境を示す化石が多数発見されている場所はこのワディ・アル・ヒタンだけであり、この点がユネスコ世界遺産としても評価され、登録物件となった。

## 発見された主な化石種
- バシロサウルス - Basilosaurus isis　：バシロサウルス科バシロサウルス亜科
- バシロテルス（英語版） - Basiloterus husseini　：バシロサウルス科バシロサウルス亜科
- ドルドン - Dorudon atrox　：バシロサウルス科ドルドン亜科

## 世界遺産

### 登録基準
この世界遺産は世界遺産登録基準のうち、以下の条件を満たし、登録された（以下の基準は世界遺産センター公表の登録基準からの翻訳、引用である）。
- (8) 地球の歴史上の主要な段階を示す顕著な見本であるもの。これには生物の記録、地形の発達における重要な地学的進行過程、重要な地形的特性、自然地理的特性などが含まれる。